# Boris Lotrič
Boris Lotrič, slovenski hokejist, * 17. januar 1976, Jesenice.
Lotrič je nazadnje igral za klub Acroni Jesenice, kjer je v sezoni 1999/2000 končal kariero. Leta 1996 je bil član slovenske reprezentance v hokeju na ledu. Po končani karieri hokejista se je ljubitelsko zaposlil v podjetju RTC Žičnice Kranjska Gora, kjer je opravljal razna gradbena dela, v prostem času v podjetju pa vozil žičnico Ruteč s sodelavcem Janezom Korenom.

## Pregled kariere
Odebeljeno - reprezentančni nastopi, glej tudi Statistika pri hokeju na ledu.
| Moštvo                   | Liga                 | Sezona |    | Redni del | Redni del | Redni del | Redni del | Redni del | Redni del |   | Končnica | Končnica | Končnica | Končnica | Končnica | Končnica |
| ------------------------ | -------------------- | ------ | -- | --------- | --------- | --------- | --------- | --------- | --------- | - | -------- | -------- | -------- | -------- | -------- | -------- |
| Moštvo                   | Liga                 | Sezona | OT | G         | P         | T         | +/-       | KM        | OT        | G | P        | T        | +/-      | KM       |          |          |
| Acroni Jesenice          | Slovenska liga       | 92/93  |    |           |           |           |           |           |           |   |          |          |          |          |          |          |
| EC Heraklith SV Villach  | Avstrijska liga      | 95/96  |    |           |           |           |           |           |           |   |          |          |          |          |          |          |
| Slovenija                | Svetovno prvenstvo C | 96     |    | 7         | 1         | 0         | 1         | +1        | 0         |   |          |          |          |          |          |          |
| Olimpija Hertz Ljubljana | Slovenska liga       | 96/97  |    |           |           |           |           |           |           |   |          |          |          |          |          |          |
| Acroni Jesenice          | Alpska liga          | 97/98  |    |           |           |           |           |           |           |   |          |          |          |          |          |          |
| HK Sportina Bled         | Slovenska liga       | 97/98  |    |           |           |           |           |           |           |   |          |          |          |          |          |          |
| HK Sportina Bled         | Alpska liga          | 98/99  |    |           |           |           |           |           |           |   |          |          |          |          |          |          |
| Acroni Jesenice          | Mednarodna liga      | 99/00  |    | 28        | 1         | 0         | 1         |           | 10        |   |          |          |          |          |          |          |
| Acroni Jesenice          | Slovenska liga       | 99/00  |    |           |           |           |           |           |           |   |          |          |          |          |          |          |
| Skupaj                   |                      |        |    | 35        | 2         | 0         | 2         | +1        | 10        |   |          |          |          |          |          |          |